# Fuentesaúco de Fuentidueña (kommunhuvudort)
Fuentesaúco de Fuentidueña är en kommunhuvudort i Spanien.   Den ligger i provinsen Provincia de Segovia och regionen Kastilien och Leon, i den centrala delen av landet, 120 km norr om huvudstaden Madrid. Fuentesaúco de Fuentidueña ligger 899 meter över havet och antalet invånare är 310.
Terrängen runt Fuentesaúco de Fuentidueña är platt. Runt Fuentesaúco de Fuentidueña är det glesbefolkat, med 12 invånare per kvadratkilometer. Närmaste större samhälle är Campaspero, 13,4 km nordväst om Fuentesaúco de Fuentidueña. Trakten runt Fuentesaúco de Fuentidueña består till största delen av jordbruksmark.